# ザ・ハイプ
ザ・ハイプ（The Hype）は、デヴィッド・ボウイが1970年に結成したバンド。The Spiders from Marsの前身。バンド「ザ・ハイプ」は当初「The David Bowie Band」という肩書きで1970年2月22日にロンドン・ラウンドハウスにおいてファーストギグを行った。2月23日にロンドン・ストレッタムアームズで行われた2回目の「ザ・ハイプ」ギグは「Harry the Butcher」の名で演奏し、3回目のギグで「David Bowie's New Electric Band」として広告され、サブタイトルは「So New They Haven't Got A Name Yet」というものであった。
ボウイは、名前を「ザ・ハイプ」に決定した。 「ある電話がバンド名をどうするかという議論に火をけ、偶然に飛び出した発言 – “The whole thing is just one big hype”（すべての物事はまさしく1つの巨大なhypeだ） – これがピッタリ当てはまる名前を提供してくれたのだ」 このバンドは1970年代におけるグラムロック・シーンの形成に寄与したものと認識されている。 このバンドは1970年2月22日にラウンドハウスでノエル・レディングのFat Mattressをサポートして演奏し、これはミック・ロンソンのデビューの舞台にもなった。
彼らの初舞台は客受けが悪く、バンドはステージを去る際に嘲笑と野次を浴びせられた。
メンバー:
- デヴィッド・ボウイ: Space Star/Rainbowman - ボーカル、12ストリング・ギター
- ミック・ロンソン: Gangsterman - Les Paulギター
- トニー・ヴィスコンティ: Hypeman - ベース・ギター、ボーカル
- ジョン・ケンブリッジ: Cowboyman - ドラムス（1970年4月まで）
- ミック 'Woody' ウッドマンジー - ドラムス（1970年4月から）
- ベニー・マーシャル - ボーカル、ハーモニカ（1970年11月から）

1970年2月、デヴィッド・ボウイは最新アルバム『スペイス・オディティ』のためにもっと常設のバックバンドを求めた。ジョン・ケンブリッジは楽曲「スペイス・オディティ」レコーディング・セッションから参加し、トニー・ヴィスコンティはベース・ギターを引き受けた。ケンブリッジは友人のミック・ロンソンをギタリストとして推薦した。
1970年2月5日、BBC Radio 1で放送されたジョン・ピールの『The Sunday Show』が、ザ・ハイプのラジオ放送におけるオンエアデビューとなった。